# Jarratt
Jarratt város az USA Virginia államában, Greensville és 
Sussex megyében. Lakosainak száma 652 fő (2020. április 1.).

## Története
1848-ban Jarratt a Petersburg Railroad megállója volt. A várost 1938-ban alapították.

## Népesség
A település népességének változása:
| Lakosok száma | 589  | 638  | 652  |
|               | 2000 | 2010 | 2020 |